# Parque Nacional Cumbres Monterrey
Parque Nacional Cumbres Monterrey är en nationalpark i Mexiko.   Den ligger i delstaten Nuevo León, i den centrala delen av landet, 700 km norr om huvudstaden Mexico City. Parque Nacional Cumbres Monterrey ligger 2 642 meter över havet.